# Главнокомандующие РВСН СССР и России
Главнокомандующие (с 2001 года — командующие) Ракетными войсками стратегического назначения (РВСН) Советской армии и Вооружённых сил Российской Федерации:
| №                                                               | Фамилия, Имя Отчество         | Фото | Годы жизни                                   | В должности                         | Звание                                          | Впоследствии | Герой |
| --------------------------------------------------------------- | ----------------------------- | ---- | -------------------------------------------- | ----------------------------------- | ----------------------------------------------- | --- | ----- |
| Начальники РВСН СССР                                            |                               |      |                                              |                                     |                                                 | |       |
| Главнокомандующие Ракетными войсками стратегического назначения |                               |      |                                              |                                     |                                                 | |       |
| 1                                                               | Неделин, Митрофан Иванович    |      | 27 октября [9 ноября] 1902 — 24 октября 1960 | Декабрь 1959 — 24 октября 1960      | Главный маршал артиллерии                       | Погиб в должности |       |
| 2                                                               | Москаленко, Кирилл Семенович  |      | 28 апреля [11 мая] 1902 — 17 июня 1985       | 1960 — 1962                         | Маршал Советского Союза                         | Главный инспектор Министерства обороны СССР — заместитель Министра обороны СССР |       |
| 3                                                               | Бирюзов, Сергей Семенович     |      | 8 [21] августа 1904 — 19 октября 1964        | Апрель 1962 — март 1963             | Маршал Советского Союза                         | Начальник Генерального штаба Вооружённых сил СССР — первый заместитель министра обороны СССР.                                                                                              |       |
| 4                                                               | Крылов, Николай Иванович      |      | 16 [29] апреля 1903 — 9 февраля 1972         | Март 1963 — 9 февраля 1972          | Маршал Советского Союза                         | Скончался в должности |       |
| 5                                                               | Толубко, Владимир Федорович   |      | 12 [25] ноября 1914 — 17 июня 1989           | 12 апреля 1972 — 10 июля 1985       | Генерал армии Главный маршал артиллерии, с 1983 | Генеральный инспектор Группы Генеральных инспекторов Министерства обороны СССР |       |
| 6                                                               | Максимов, Юрий Павлович       |      | 30 июня 1924 — 17 ноября 2002                | 10 июля 1985 — 1991(92?)            | Генерал армии                                   | В 1991—1992 годах — главнокомандующий Стратегическими силами сдерживания, в 1992 году — командующий Стратегическими Силами Объединенных Вооруженных Сил Содружества Независимых Государств |       |
| Начальники РВСН Российской Федерации                            |                               |      |                                              |                                     |                                                 | |       |
| Главнокомандующие Ракетными войсками стратегического назначения |                               |      |                                              |                                     |                                                 | |       |
| 7                                                               | Сергеев, Игорь Дмитриевич     |      | 20 апреля 1938 — 10 ноября 2006              | 26 августа 1992 — 22 мая 1997       | Генерал-полковник; Генерал армии, с 1996        | Министр обороны Российской Федерации |       |
| 8                                                               | Яковлев, Владимир Николаевич  |      | род. 17 августа 1954                         | 30 июня 1997 — апрель 2001          | Генерал-полковник; Генерал армии, с 2000        | Начальник Штаба по координации военного сотрудничества государств — участников Содружества Независимых Государств.                                                                         | —     |
| Командующие Ракетными войсками стратегического назначения       |                               |      |                                              |                                     |                                                 | |       |
| 9                                                               | Соловцов, Николай Евгеньевич  |      | род. 1 января 1949                           | Апрель 2001 — август 2009           | Генерал-полковник                               | | —     |
| 10                                                              | Швайченко, Андрей Анатольевич |      | род. 18 июня 1953                            | 2009 — 2010                         | Генерал-лейтенант                               | | —     |
| 11                                                              | Каракаев, Сергей Викторович   |      | род. 4 июня 1961                             | c 22 июня 2010 — по настоящее время | Генерал-лейтенант Генерал-полковник, с 2012     | | —     |